# Celosomia
La celosomia è una malformazione congenita caratterizzata dalla mancata chiusura della parete anteriore del corpo. Il feto affetto viene definito celosoma.

## Patogenesi
L'anomalia è causata da una incompleto accrescimento delle pieghe durante lo sviluppo embrionale. Si viene quindi a formare una fissurazione o, nei casi più gravi, una mancanza dello sterno, delle coste o della parete addominale, con una protrusione all'esterno dei visceri.